# Марк Валерий Максимиан
Марк Валерий Максимиан (на латински: Marcus Valerius Maximianus) е успешен генерал по време на Маркоманските войни по време на управлението на Марк Аврелий.
Роден е в римската колония Поетовио (днес Птуй, Словения), където баща му Марк Валерий Максимиан е локален цензор и свещеник.
Участва в партската война на Луций Вер и при похода на Марк Аврелий в Панония на Дунав. В Панония е началник на кавалерия и убива през 172 -173 Валао, вождът на нариските, за което е награден след това.
През 175 г. участва в Сирия в борбата против бунта на Авидий Касий. След това е прокуратор на Долна Мизия, командва също в Македония и Тракия. Става прокуратор с преториански ранг на Горна Мизия и Дакия (Dacia Porolissensis). Командва като легат легионите I Спомагателен легион, II Спомагателен легион, V Македонски легион, XIII Близначен легион и III Августов легион. През 179 г. е на зимна квартира в Лаугарицио (днес Тренчин, в Словакия), има успехи в края на Втората маркоманска война, а по-късно служи в сарматската война при император Комод. След това е управител на Нумидия. През 186 г. е суфектконсул.
Не са известни годините на неговото раждане и смърт.